# Barista

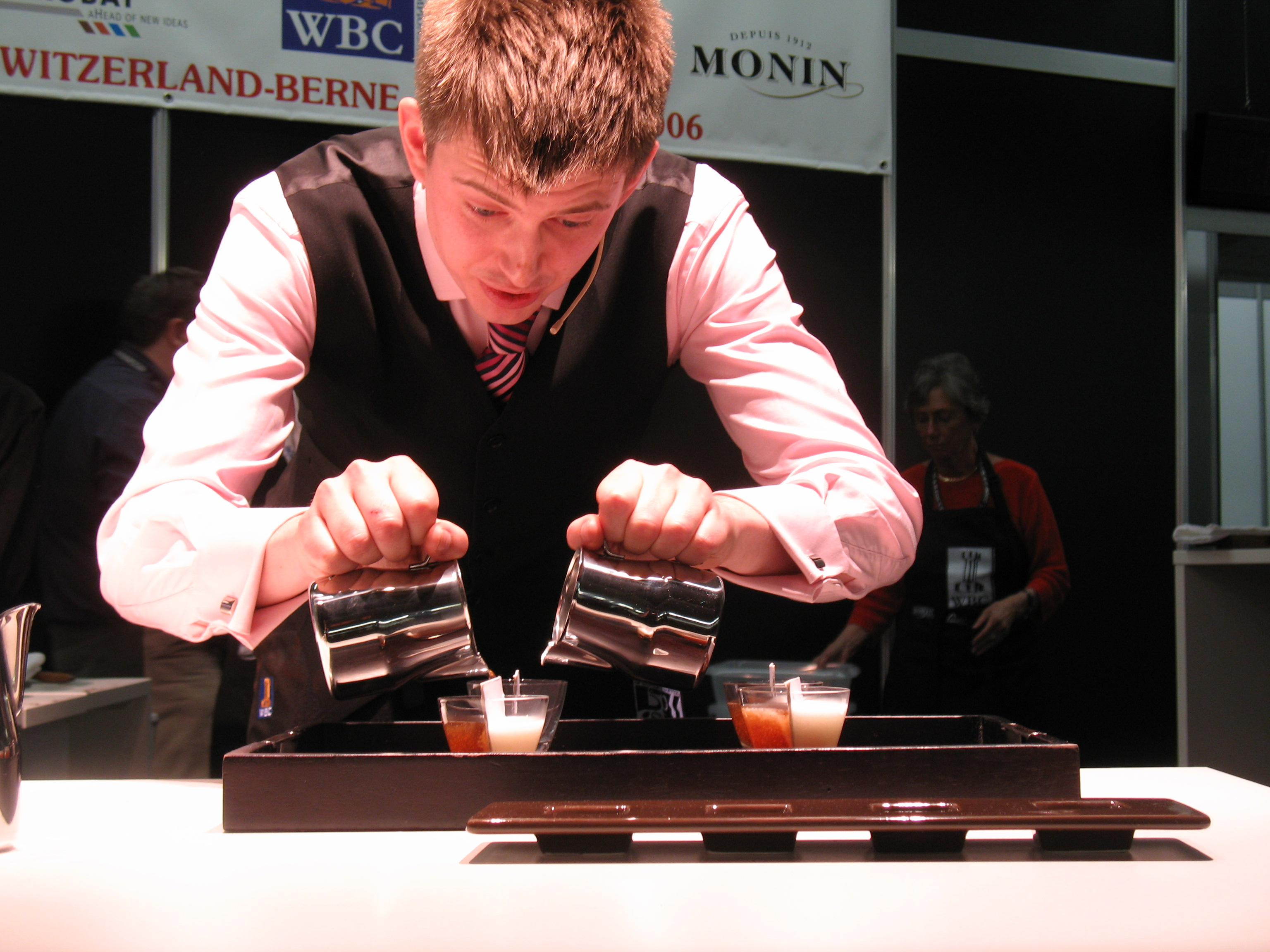
Barista James Hoffmann bei der World Barista Championship (2006)

Barista ist eine Person im Gastgewerbe, die in einer Espressobar oder einem Café für die Zubereitung des Kaffees verantwortlich ist.
Barista (m., f.) ist das italienische Wort für Barkeeper (Theker), der Plural lautet baristi (m.) bzw. bariste (f.). Der Begriff wurde zunächst ins Englische übernommen, wobei die Bedeutung sich leicht verschob. Während ein Barista in Italien alle Arten von Getränken serviert, wird hiermit im englischen Sprachraum jemand bezeichnet, der – vornehmlich in Coffeeshops – Getränke auf der Basis von Espresso zubereitet und serviert. Mit dieser Bedeutung wurde der Begriff schließlich auch in den deutschen Wortschatz übernommen. Oft beherrscht ein Barista auch die „Latte Art“, wobei beim Eingießen der aufgeschäumten Milch in den Espresso ein Cappuccino mit Muster entsteht. Für sein Tätigkeitsfeld benötigt ein Barista Kenntnisse in Bezug auf Kaffeesorten, Kaffeeröstung, die Bedienung und Wartung der Espressomaschinen sowie Kaffeemahlwerke, das Aufschäumen von Milch und anderes. Diese Kenntnisse können in entsprechenden Kursen erworben werden.

Kaffeezubereitungen eines Barista
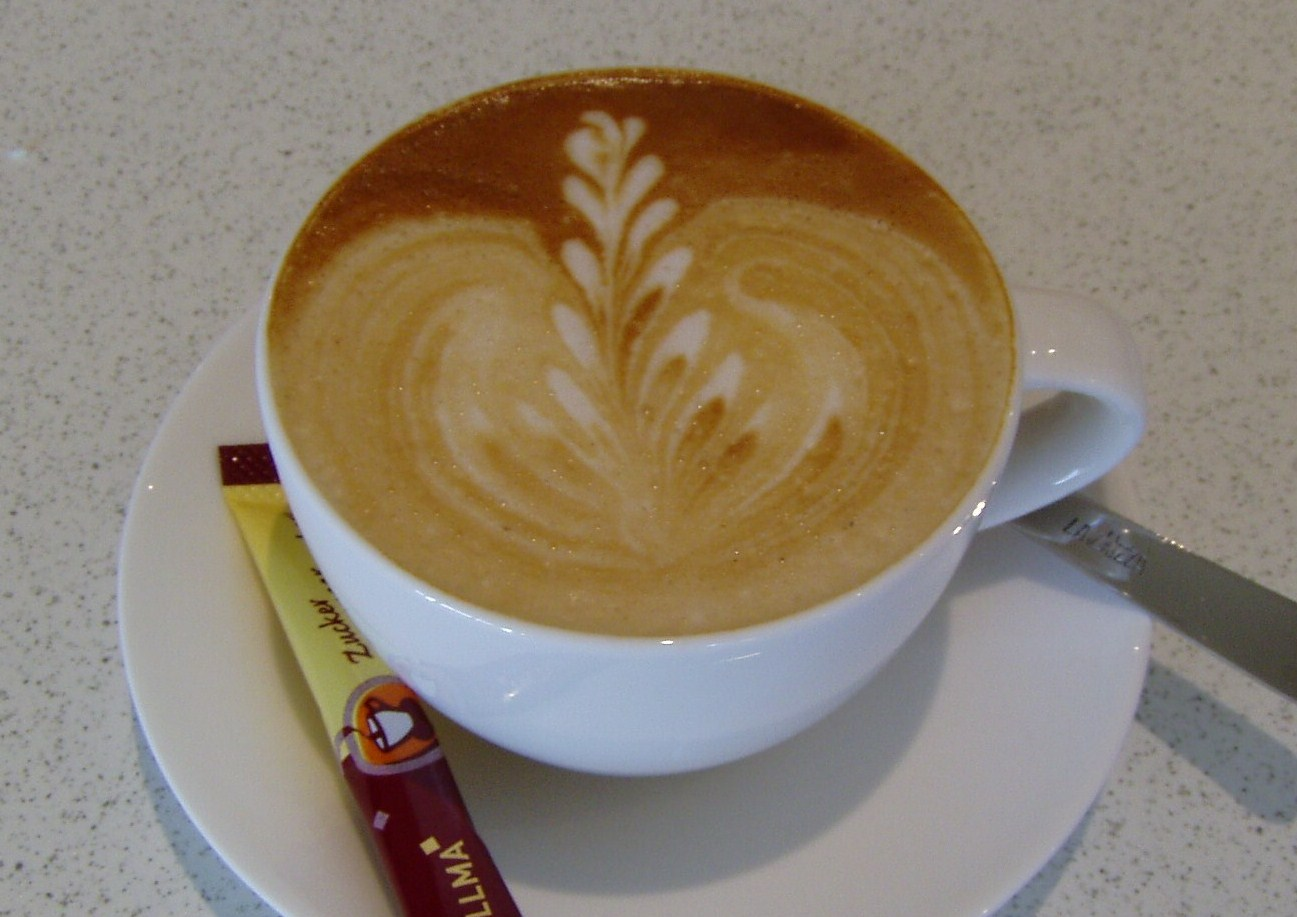
Cappuccino mit Dekor „Blume“
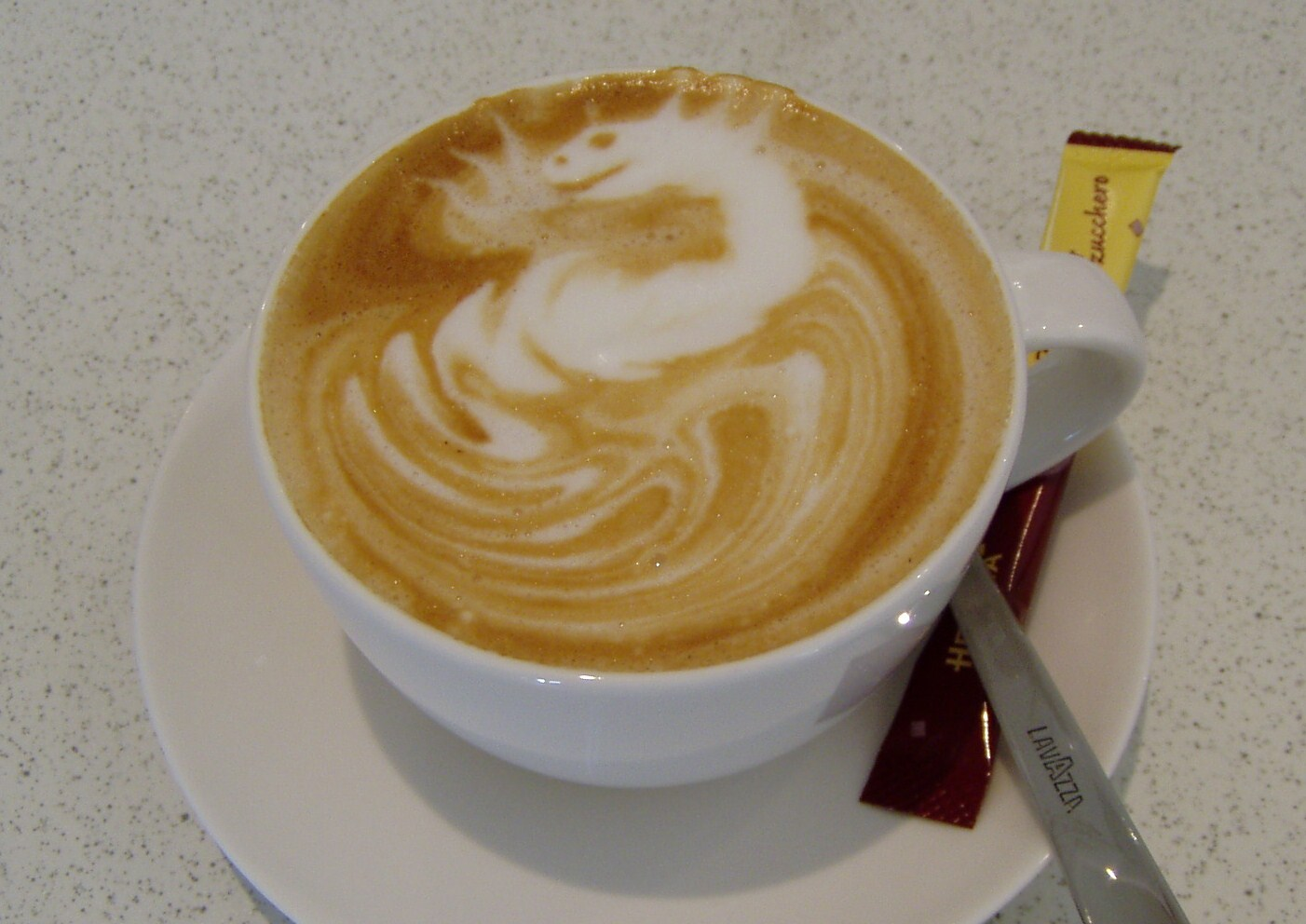
Cappuccino mit Dekor „Drache“

## Meisterschaften
- Deutsche Barista Championship
- Schweizer Barista Championship
- World Barista Championship